# Casa Littoria (Bozen)

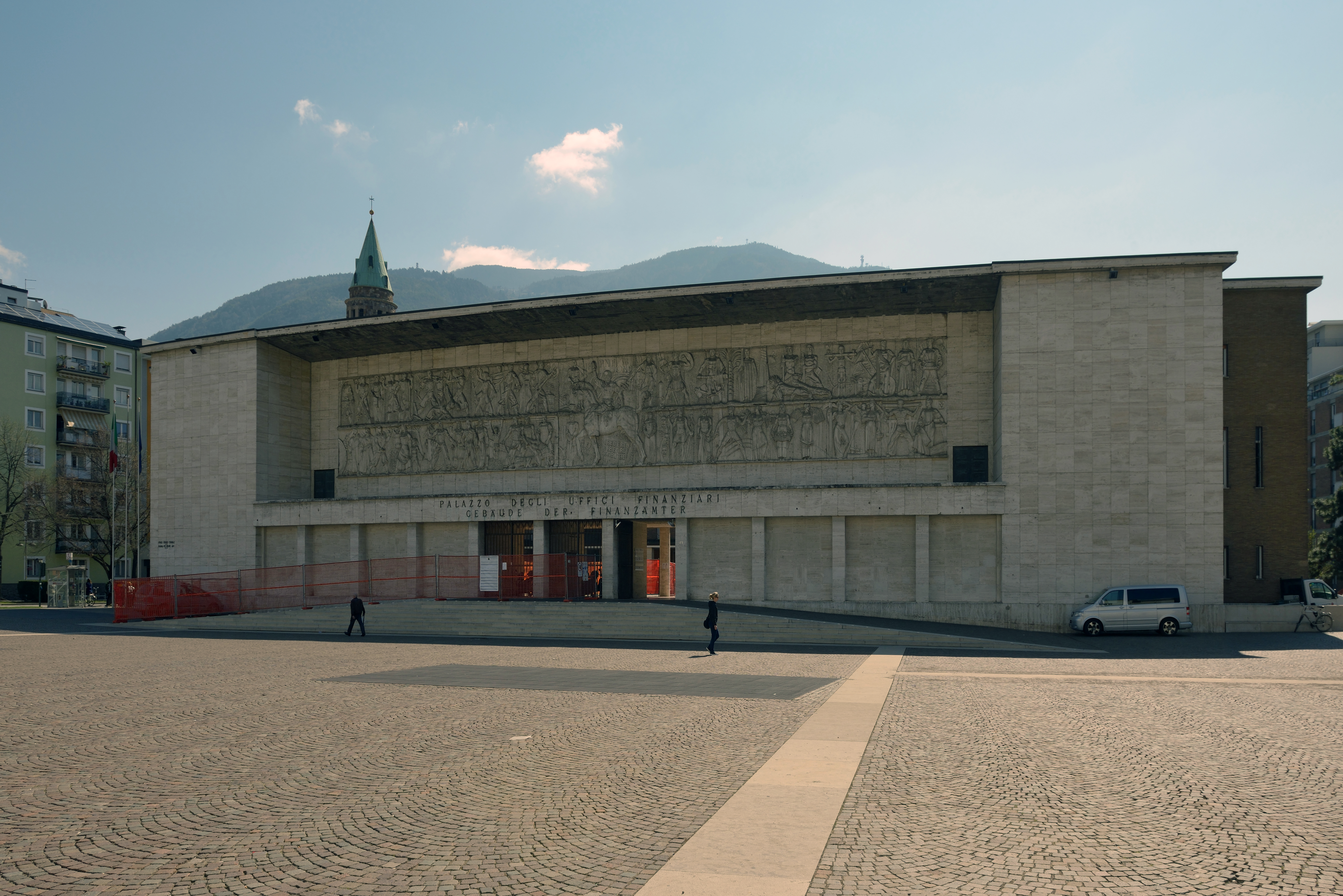
Blick auf die Casa Littoria am Gerichtsplatz vor der Historisierung des Reliefs

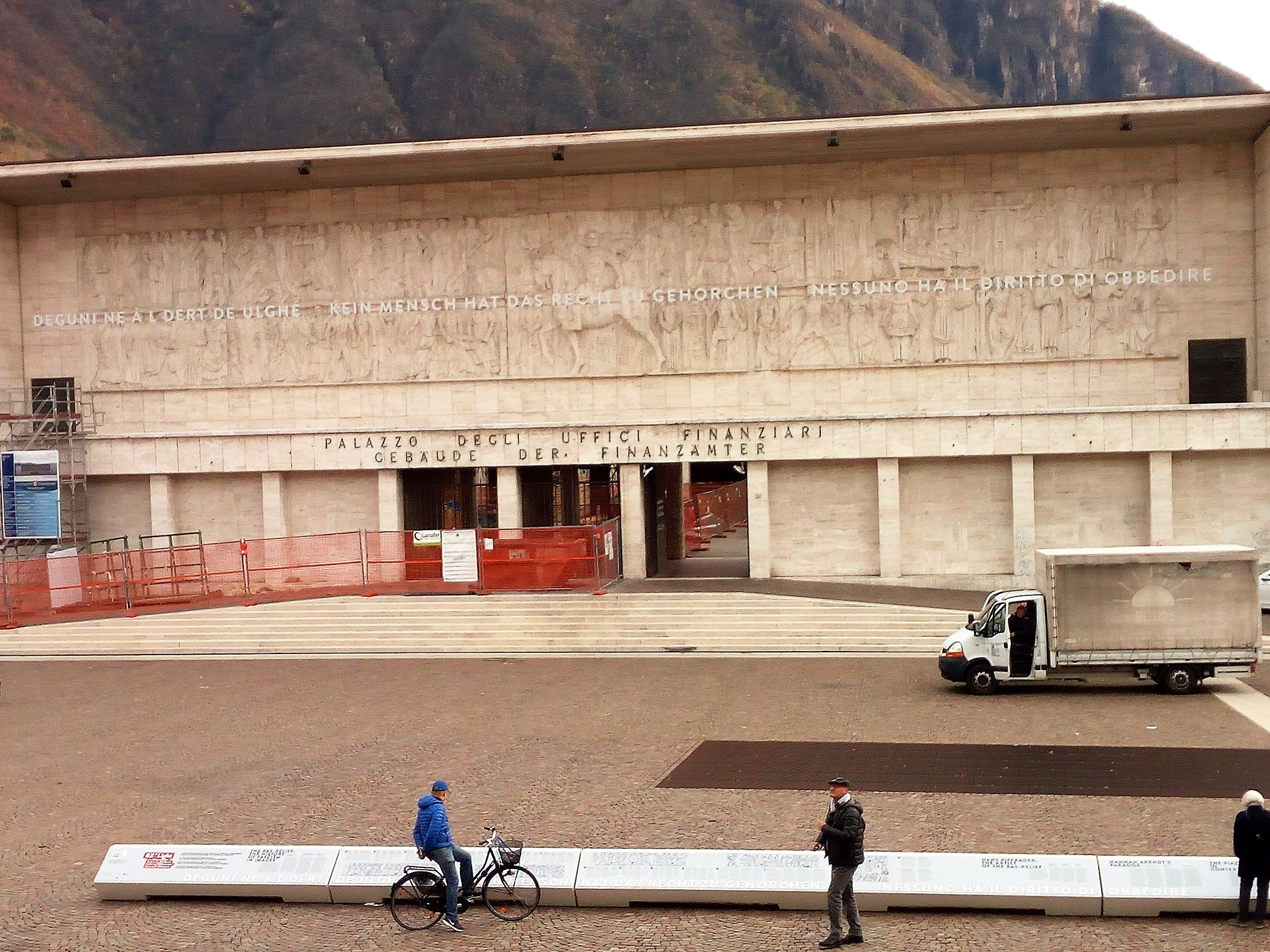
Nach der Historisierung 2017 mit einem vor das Relief montierten Zitat von Hannah Arendt und Informationsblöcken

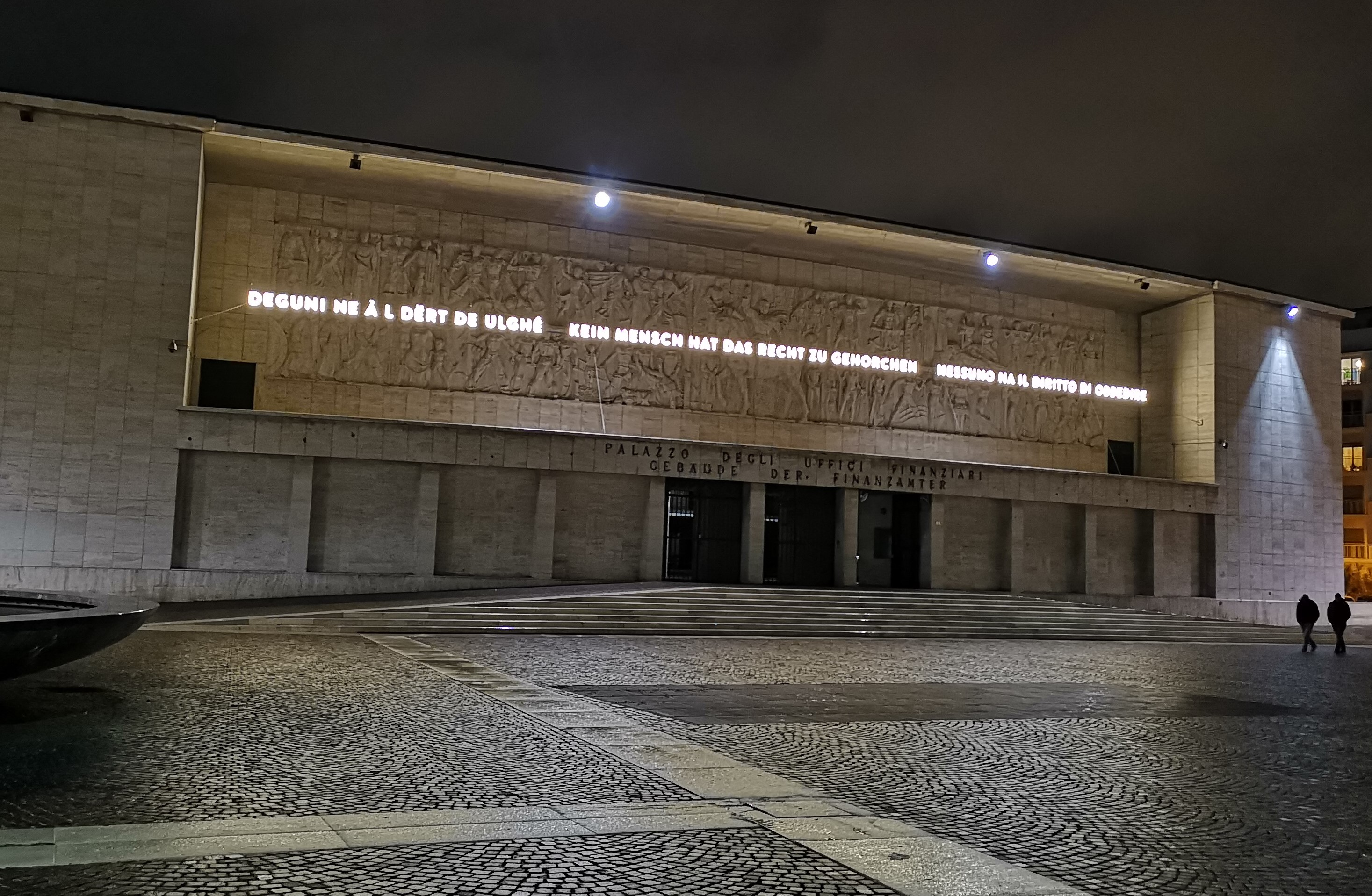
Die am Relief angebrachte Leuchtschrift bei Nacht

Die Casa Littoria (auch Casa del Fascio oder Haus der faschistischen Partei) ist ein ehemaliges Parteigebäude der Nationalen Faschistischen Partei am Gerichtsplatz in Bozen. Es wurde zwischen 1939 und 1942 im rationalistischen Stil nach den Entwürfen der Architekten Guido Pelizzari, Francesco Rossi und Luis Plattner errichtet.
An der Stirnseite des Hauses befindet sich oberhalb der Freitreppe ein monumentales Relief des Bozner Bildhauers Hans Piffrader. Es verherrlicht die zwanzigjährige faschistische Herrschaft seit dem Marsch auf Rom. Die letzten Tafeln des Reliefs wurden erst 1957, also über ein Jahrzehnt nach dem Fall des Faschismus, im Nachgang eines Messebesuchs des Staatspräsidenten Giovanni Gronchi montiert. 2017 wurde das Bau- und Kunstwerk – ähnlich dem Bozner Siegesdenkmal – in einem Akt der Historisierung zu einem Mahnmal umgestaltet.
Das Gebäude ist Eigentum des italienischen Staats und dient heute als Verwaltungssitz der Agentur für Einnahmen (Finanzamt) sowie weiterer staatlicher Dienststellen. Baulich korrespondiert das Gebäude mit dem diametral gegenüber gelegenen Justizpalast aus derselben Epoche.

## Relief

### Beschreibung
Das im Volksmund „Mussolini-Fries“ genannte Relief aus Travertinstein ist mit 36 Metern Breite und 5,5 Metern Höhe das größte Relief Europas. Es besteht aus 57 unterschiedlich breiten, zusammengesetzten Platten, die in zwei Reihen übereinander angebracht sind und insgesamt 95 Tonnen schwer sind. Zentral in der Mitte zeigt es den italienischen Diktator, „Duce“ Benito Mussolini, als Reiter mit römischem Gruß und dem Leitspruch der italienischen Faschisten „credere, obbedire, combattere“ („glauben, gehorchen, kämpfen“). Daneben werden unter anderem der italienische Sieg im Ersten Weltkrieg, die Gründung der verschiedenen faschistischen Kampfbünde, der Marsch auf Rom, der Abessinienkrieg und der Spanische Bürgerkrieg, jeweils nach faschistischer Lesart, dargestellt. An der linken oberen Ecke des Reliefs ist deutlich eingraviert „VV Mussolini“ („Viva / es lebe Mussolini“). Am rechten Rand zeigt das Relief ein stilisiertes „DUX“ („Führer“). Darunter steht die Signatur des Bildhauers, der sich hier „Giovanni“ statt „Hans“ nennt: Giov. Piffrader, d’anni 52 („Giovanni Piffrader, 52-jährig“). Zwischen den Vorderbeinen des Pferds befindet sich die Datierung „EF XX“, womit das zwanzigste Jahr der „Era Fascista“ („Faschistischen Ära“) gemeint ist. Die Zeitrechnung begann mit dem Marsch auf Rom im Oktober 1922, dem Jahr der Machtergreifung Mussolinis (Jahr 1). Das Relief nahm somit das zwanzigste Jubiläum des Regimes von 1942 vorweg. Das Relief war noch nicht vollendet, als Mussolini am 25. Juli 1943 gestürzt wurde. Drei zentrale Bildtafeln waren noch auf der Freifläche des Balkons gelagert, ehe sie 1957 nachträglich – mitten im Südtirolkonflikt der Nachkriegszeit und gegen die ursprüngliche Empfehlung des Trienter Denkmalamtes – ergänzt wurden.
Folgende ehemalige faschistische Organisationen, allesamt nach 1945 in Italien verboten, sind mit ihren Abkürzungen im mittleren Teil in großen Buchstaben eingemeißelt:
- GUF: Gruppi Universitari Fascisti, faschistische Studentenorganisation. Ohne eine Mitgliedschaft in der GUF war Studieren im faschistischen Italien nicht möglich.
- PNF: Partito Nazionale Fascista, die italienische Faschistische Partei, deren Gründer und Anführer der „Duce“ Benito Mussolini war.
- GIL: Gioventù Italiana del Littorio, die damalige faschistische Jugendorganisation, vergleichbar der Hitlerjugend im nationalsozialistischen Deutschen Reich, die regimetreuen Nachwuchs züchtete.
- OND: Opera Nazionale Dopolavoro, faschistische Organisation für die Freizeitgestaltung und politische Beeinflussung der Arbeiterschaft.
- MVSN: Milizia Volontaria Sicurezza Nazionale, die Camicie nere (Miliz der Schwarzhemden) der Faschisten. Morde, Attentate und Verbrechen gegen die Menschlichkeit gehen auf ihr Konto. Als Leibwache des Faschismus verfolgte die Miliz auch Partisanen und Juden.

### Politische Rezeption
Wie auch das nahe Siegesdenkmal war das Relief Piffraders seit dem Zweiten Weltkrieg ein Konfliktthema der Südtiroler Gesellschaft. Das Mussolini und den Faschismus verherrlichende Werk wurde von zahlreichen deutschsprachigen Südtirolern als Provokation empfunden, die in der Forderung nach einer „Schleifung“ des Reliefs gipfelte. Umgekehrt wurden seine Bewahrung vor fremden Zugriffen und absolute bauliche Unversehrtheit von italienischsprachiger Seite erbittert als zentrales Element der italienischen Souveränität in Südtirol verteidigt.

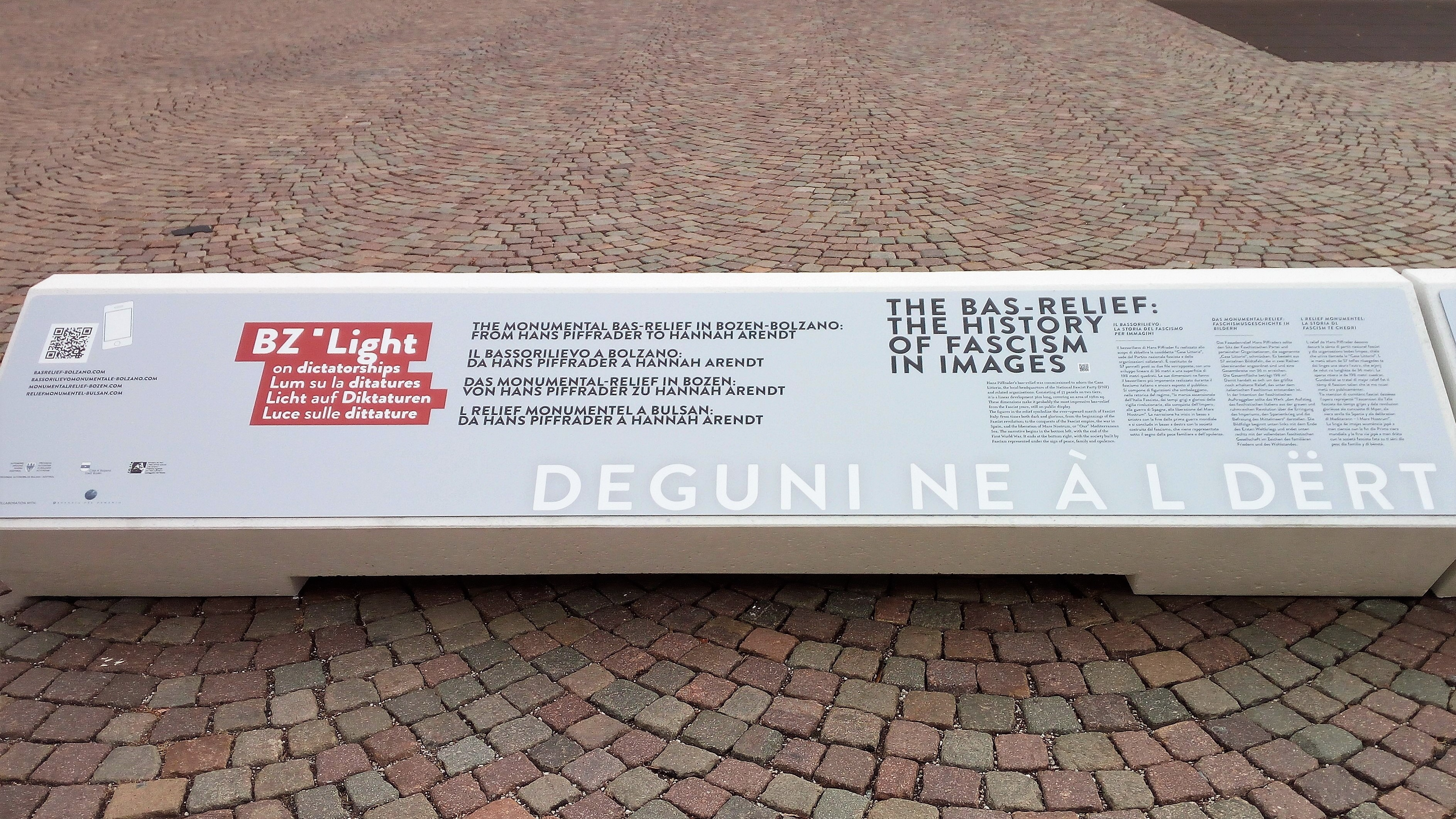
Die Infotafeln am Gerichtsplatz

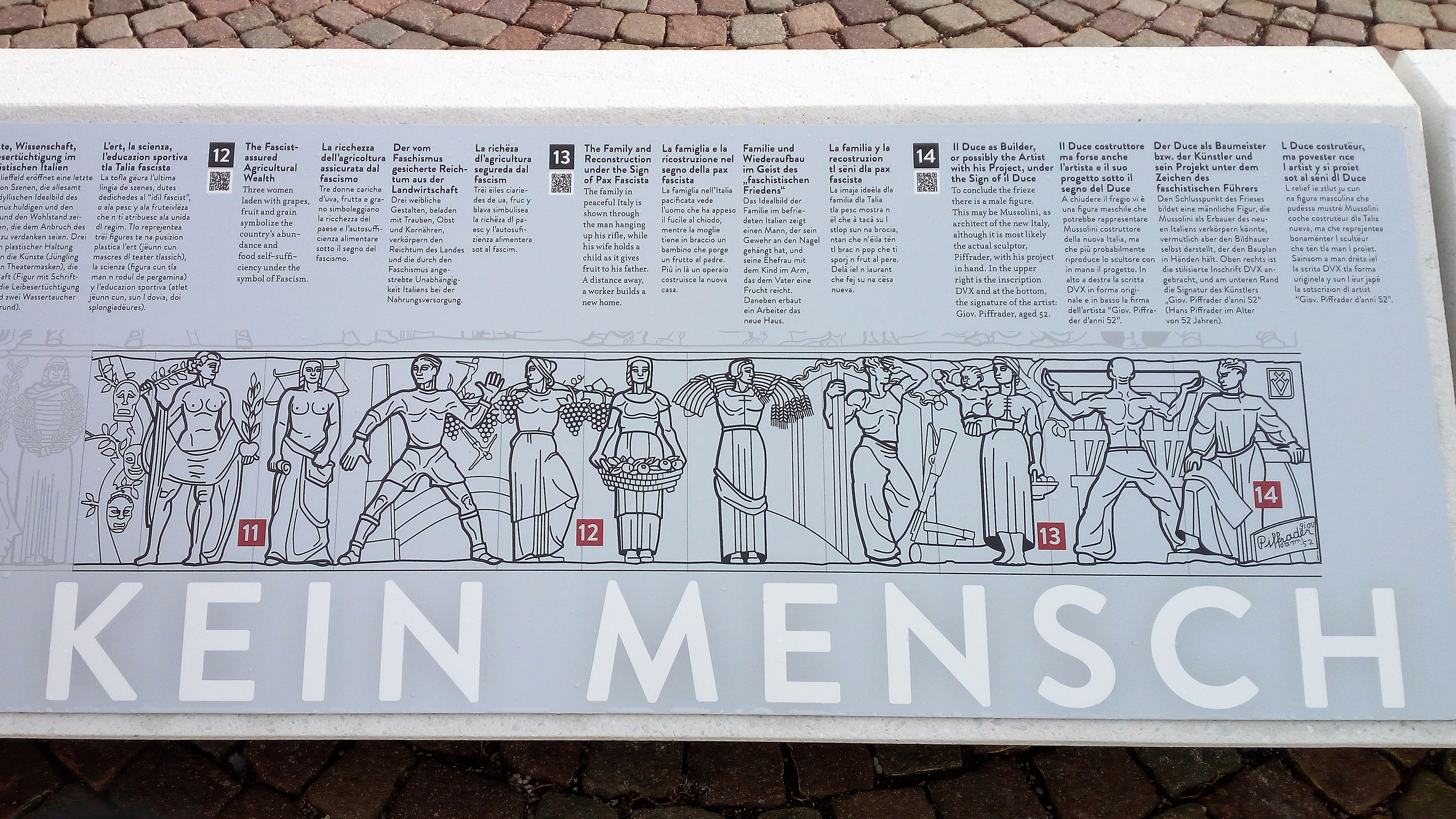
Ausschnitt der viersprachigen Detailerklärung

Der damalige Südtiroler Landeshauptmann Luis Durnwalder sprach sich am 9. Februar 2009 für eine „Abtragung“ des Mussolini-Frieses aus und schlug vor, dieses zu „musealisieren“. Am 26. Jänner 2011 sicherte der italienische Kultusminister Sandro Bondi zu, das Relief vom Gebäude entfernen lassen zu wollen. Dies geschah im Zuge der Verhandlungen zum Stimmverhalten der SVP-Parlamentarier anlässlich eines Misstrauensvotums gegen Bondi. Daraufhin forderten Historiker und Historikerinnen aller Sprachgruppen in einem Appell, von einer etwaigen Verhüllung oder gar Schleifung des Reliefs Abstand zu nehmen und dieses vielmehr zu einem öffentlichen Mahnmal und Informationsort umzufunktionieren.
2011 lobte die Südtiroler Landesregierung einen Ideenwettbewerb aus, wie das Relief am besten historisiert werden könnte. 2014 sichtete eine aus Andrea Di Michele, Hannes Obermair, Christine Roilo, Ugo Soragni und Silvia Spada bestehende Kommission die 486 eingereichten Vorschläge und empfahl die modifizierte Umsetzung eines von den Grödner Künstlern Arnold Holzknecht und Michele Bernardi entworfenen Projekts. Dieses sah vor, das Kunstwerk an Ort und Stelle zu belassen, allerdings eine Leuchtschrift mit dem Hannah Arendt zugeschriebenen Zitat Kein Mensch hat das Recht zu gehorchen vor das Relief zu montieren (auf Italienisch Nessuno ha il diritto di obbedire, auf Ladinisch Deguni ne à l dërt de ulghé). Es handelt sich dabei um einen verkürzt zitierten Satz, den Arendt in einem Hörfunkgespräch mit Joachim Fest äußerte (in der Sendereihe „Das Thema“ des Südwestfunks am 9. November 1964 ausgestrahlt) und der im Original Kein Mensch hat das Recht zu gehorchen bei Kant lautete. Entnommen wurde er einem Kontext, in dem Arendt entschieden Adolf Eichmanns im Jerusalemer Prozess aufgestellte Behauptung zurückwies, er habe sich in seinem Handeln bei der Organisation des Holocaust an Immanuel Kants Moralphilosophie orientiert. Gemäß den Ausführungen des Historikers Hannes Obermair sei der Satz – im krassen Kontrast zum faschistischen Leitspruch „credere, obbedire, combattere“ („glauben, gehorchen, kämpfen“) – als Mahnung gegen blinden Gehorsam zu verstehen; die offensichtliche Aussage des faschistischen Systemkünstlers Piffrader würde durch Arendts Diktum überlagert und die Wahrnehmung des Denkmals dauerhaft verändert. 2017 erfolgte die Umsetzung der entsprechenden Bauarbeiten, die auch die Anbringung von Informationstafeln vorsah. Am 5. November desselben Jahres wurde die Installation im Beisein von Landeshauptmann Arno Kompatscher und Bürgermeister Renzo Caramaschi feierlich enthüllt.